# Partit Comunista del Nepal (Masal-COC)
Partit Comunista del Nepal (Masal-COC) fou un partit polític del Nepal.
Es va formar el 1985, després que el Partit Comunista del Nepal (Masal) es va dividir en dos faccions: el Partit Comunista del Nepal (Masal-COC) i el Partit Comunista del Nepal (Mashal).
El 1990 les dos faccions es van aliar al Partit Comunista del Nepal (Marxista-Leninista-Maoista) en el marc del Moviment Popular d'Unitat Nacional (United National People's Movement). El Masal-COC va patir una escissió i els escindits es van unir al Partit Comunista del Nepal (Centre d'Unitat).
El 1999 el Masal-COC es va dividir en el Partit Comunista del Nepal (Masal-II) i el Partit Comunista del Nepal (Masal-I) o Partit Comunista del Nepal (Masal-COC). Aquest darrer es va unir el 2002 al Partit Comunista del Nepal (Centre d'Unitat), i es va formar el Partit Comunista del Nepal (Centre d'Unitat-Masal).